# マキノ佐代子
マキノ 佐代子（マキノ さよこ、1958年4月29日 - ）は、東京都世田谷区出身の女優である。本名、牧野左代子。成城大学文芸学部中退。父はマキノ雅弘（映画監督）、母は女優の鳳弓子の一男二女の長女。異母兄はマキノ正幸（沖縄アクターズスクール校長）。遠戚に宮川大輔。
1968年、小4であったが子役としてフジ『石狩平野』でドラマデビュー。1979年、東映『総長の首』で映画デビュー。同年、NHK『大阪親不孝どおり』に主演のほか、TVドラマで活躍するようになる。

## 出演映画
- 総長の首（1979年）
- さらば、わが友・実録大物死刑囚たち（1980年）
- 人生劇場 (1983年)
- 上海バンスキング (1984年)
- キネマの天地（1986年）
- 男はつらいよシリーズ

## 出演ドラマ
- 銭形平次 第162話「金魚殺人事件」（1969年）
- 半七捕物帳 第20話「槍突き無情」（1979年）
- 影の軍団II 第9話「呪われた抱擁」（1981年） - おしの 役
- 木曜ゴールデンドラマ / 嫁と姑の隣人戦争III（1986年）
- いのち草（1990年）
- 人形佐七捕物帳 佐七一番手柄（1990年9月25日、ユニオン映画・テレビ東京） - おさと
- 必殺仕事人・激突! 第1話「ねずみ小僧の恋人」（1991年） - お梅 役
- 八百八町夢日記 第2シリーズ 第18話「花の吉原大脱走」（1992年2月25日OA、NTV / ユニオン映画） - 染川 役
- 赤かぶ検事の逆転法廷 第8話「ロケーション殺人事件」（1992年） - 相川有佳利 役
- 刑事追う! 第25話「再会」（1996年）